# Conn McDunphy
Conn McDunphy (Kilcock, 3 februari 1997) is een Iers weg- en baanwielrenner. Sinds 2024 rijdt hij bij de Amerikaanse wielerploeg Team Skyline. McDunphy werd op de baan Iers kampioen achtervolging in 2018, 2023 en 2024 en Iers kampioen tijdrijden in 2020.

## Overwinningen

### Wegwielrennen
2017
 Iers kampioenschap tijdrijden, beloften
2018
 Iers kampioenschap tijdrijden, beloften
2020
 Iers kampioenschap tijdrijden, elite
2024
2e etappe Rás Tailteann
5e etappe Tour de Beauce
2e etappe Ronde van Szeklerland
2025
2e etappe Tour de Beauce

### Resultaten in voornaamste wedstrijden op de weg
|      | \| Jaar \| \| WK op de weg \| \| ---- \| \| ------------ \| \| 2024 \| \| opgave \| |              |
| Jaar |                                                                                     | WK op de weg |
| 2024 |                                                                                     | opgave       |

### Baanwielrennen
| Jaar | IK                                                           | EK | WK | Overige |
| ---- | ------------------------------------------------------------ | -- | -- | ------- |
| 2018 | achtervolging                                                |    |    |         |
| 2019 | achtervolging                                                |    |    |         |
| 2020 |                                                              |    |    |         |
| 2021 | achtervolging                                                |    |    |         |
| 2022 |                                                              |    |    |         |
| 2023 | achtervolging · scratch                                      |    |    |         |
| 2024 | achtervolging · omnium · koppelkoers · scratch · puntenkoers |    |    |         |

## Ploegen
- 2017 –  Team Raleigh GAC (vanaf 9-6)
- 2018 –  Holdsworth Pro Racing
- 2019 –  CC Nogent-sur-Oise
- 2020 –  CC Nogent-sur-Oise
- 2021 –  CC Nogent-sur-Oise (tot 31/7)
- 2021 –  EvoPro Racing (vanaf 01/08)
- 2022 –  EvoPro Racing
- 2023 –  SoCalCycling.com Team
- 2024 –  Team Skyline
- 2025 –  Team Skyline